# ديفيد دا روتشا
ديفيد دا روتشا هو لاعب كرة قدم برازيلي في مركز الوسط، ولد في 17 نوفمبر 1980 في البرازيل. لعب مع برسيبورا جايابورا ونادي راون الرياضي.